# Гаити на летних Олимпийских играх 2024

## Квалификация
| № п/п | Вид спорта            | Мужчины        | Мужчины                | Женщины        | Женщины                | Всего          | Всего                  |
| № п/п | Вид спорта            | Завоевано квот | Количество спортсменов | Завоевано квот | Количество спортсменов | Завоевано квот | Количество спортсменов |
| ----- | --------------------- | -------------- | ---------------------- | -------------- | ---------------------- | -------------- | ---------------------- |
| 1     | Бокс                  | 1              | 1                      |                |                        | 1              | 1                      |
| 2     | Спортивная гимнастика |                |                        | 1              | 1                      | 1              | 1                      |
| 3     | Дзюдо                 | 1              | 1                      |                |                        | 1              | 1                      |
| 4     | Лёгкая атлетика       | 1              | 1                      | 1              | 1                      | 2              | 2                      |
| 5     | Плавание              | 1              | 1                      | 1              | 1                      | 2              | 2                      |
|       | ИТОГО                 | 4              | 4                      | 3              | 3                      | 7              | 7                      |

## Состав команды
Бокс
1. Седрик Белони-Дюльепр[англ.]

 Спортивная гимнастика
1. Линзи Браун[англ.]

 Дзюдо
1. Филипп Метеллю[англ.]

 Лёгкая атлетика
1. Кристофер Борзор[англ.]
2. Эмелия Чатфилд[англ.]

 Плавание
1. Александр Гран’Пьер[англ.]
2. Майя Шулут[англ.]

## Бокс
Гаити получило одно универсальное место в мужской турнир.
| Спортсмен             | Категория        | 1/16 финала        | 1/8 финала                 | Четвертьфиналы       | Полуфиналы           | Финал                | Финал                |
| Спортсмен             | Категория        | Соперник Результат | Соперник Результат         | Соперник Результат   | Соперник Результат   | Соперник Результат   | Место                |
| --------------------- | ---------------- | ------------------ | -------------------------- | -------------------- | -------------------- | -------------------- | -------------------- |
| Седрик Белони-Дюльепр | Мужчины до 80 кг | —                  | BRAВандерлей Перейра П 0–5 | завершил выступление | завершил выступление | завершил выступление | завершил выступление |

## Гимнастика спортивная
Гаити получило одно универсальное место в женское многоборье.

### Женщины
| Спортсмен   | Дисциплина          | Квалификация | Квалификация | Квалификация | Квалификация | Квалификация | Квалификация | Финал                 | Финал                 | Финал                 | Финал                 | Финал                 | Финал                 |
| Спортсмен   | Дисциплина          | Снаряды      | Снаряды      | Снаряды      | Снаряды      | Всего        | Место        | Снаряды               | Снаряды               | Снаряды               | Снаряды               | Всего                 | Место                 |
| Спортсмен   | Дисциплина          | ОП           | РБ           | Б            | В            | Всего        | Место        | ОП                    | РБ                    | Б                     | В                     | Всего                 | Место                 |
| ----------- | ------------------- | ------------ | ------------ | ------------ | ------------ | ------------ | ------------ | --------------------- | --------------------- | --------------------- | --------------------- | --------------------- | --------------------- |
| Линзи Браун | Многоборье          | 13,566       | 11,5         | 11,533       | 12,233       | 48,832       | 53           | завершила выступление | завершила выступление | завершила выступление | завершила выступление | завершила выступление | завершила выступление |
| Линзи Браун | Разновысокие брусья | —            | 11,500       | —            | —            | —            | 74           | завершила выступление | завершила выступление | завершила выступление | завершила выступление | завершила выступление | завершила выступление |
| Линзи Браун | Бревно              | —            | —            | 11,533       | —            | —            | 70           | завершила выступление | завершила выступление | завершила выступление | завершила выступление | завершила выступление | завершила выступление |
| Линзи Браун | Вольные упражнения  | —            | —            | —            | 12,233       | —            | 64           | завершила выступление | завершила выступление | завершила выступление | завершила выступление | завершила выступление | завершила выступление |

## Дзюдо
Гаити получило по рейтингу IJF одно место в мужских соревнованиях.
| Спортсмен      | Категория        | 1/16 финала               | 1/8 финала           | Четвертьфиналы       | Полуфиналы           | Утеш. поединки       | Финал / За 3 место   | Финал / За 3 место   |
| Спортсмен      | Категория        | Соперник Результат        | Соперник Результат   | Соперник Результат   | Соперник Результат   | Соперник Результат   | Соперник Результат   | Место                |
| -------------- | ---------------- | ------------------------- | -------------------- | -------------------- | -------------------- | -------------------- | -------------------- | -------------------- |
| Филипп Метеллю | Мужчины до 73 кг | THAМасаики Терада П 00–11 | завершил выступление | завершил выступление | завершил выступление | завершил выступление | завершил выступление | завершил выступление |

## Легкая атлетика
Легкоатлеты Гаити выполнили норматив для участия в Играх 2024 года, пройдя прямую квалификацию или по мировому рейтингу, в одной дисциплине у женщин и получили одно универсальное место в соревнования мужчин.
Беговые дисциплины
| Спортсмен        | Дисциплина        | Забеги    | Забеги | 1 круг    | 1 круг | Утеш. забеги | Утеш. забеги | Полуфиналы            | Полуфиналы            | Финал                 | Финал                 |
| Спортсмен        | Дисциплина        | Результат | Место  | Результат | Место  | Результат    | Место        | Результат             | Место                 | Результат             | Место                 |
| ---------------- | ----------------- | --------- | ------ | --------- | ------ | ------------ | ------------ | --------------------- | --------------------- | --------------------- | --------------------- |
| Кристофер Борзор | Мужчины 100 м     | 10,26     | 1 Q    | 10,28     | 5      | —            | —            | завершил выступление  | завершил выступление  | завершил выступление  | завершил выступление  |
| Эмелия Чатфилд   | Женщины 100 м с/б | 13,06 R   | 8      | —         | —      | 13,24        | 6            | завершила выступление | завершила выступление | завершила выступление | завершила выступление |

## Плавание
Гаити получило два универсальных места для участия в олимпийском турнире пловцов.
| Спортсмен           | Дисциплина                 | Заплывы | Заплывы | Полуфиналы            | Полуфиналы            | Финал                 | Финал                 |
| Спортсмен           | Дисциплина                 | Время   | Место   | Время                 | Место                 | Время                 | Место                 |
| ------------------- | -------------------------- | ------- | ------- | --------------------- | --------------------- | --------------------- | --------------------- |
| Александр Гран’Пьер | Мужчины 100 м брасс        | 1.02,85 | 28      | завершил выступление  | завершил выступление  | завершил выступление  | завершил выступление  |
| Майя Шулут          | Женщины 50 м вольный стиль | 29,78   | 59      | завершила выступление | завершила выступление | завершила выступление | завершила выступление |